# Toda Tadamasa
Toda Tadamasa est un nom japonais traditionnel ; le nom de famille (ou le nom d'école), Toda, précède donc le prénom (ou le nom d'artiste).
Toda Tadamasa (戸田 忠昌, 1632-2 octobre 1699) est un daimyo du début de l'époque d'Edo. Il occupe diverses positions dans le shogunat Tokugawa, dont rōjū et Kyoto shoshidai.

## Source de la traduction
- (en) Cet article est partiellement ou en totalité issu de l’article de Wikipédia en anglais intitulé « Toda Tadamasa » (voir la liste des auteurs).